# Casa Rallo (Gandesa)
La Casa Rallo és una obra racionalista de Gandesa (Terra Alta) inclosa a l'Inventari del Patrimoni Arquitectònic de Catalunya.

## Descripció
Edificada sobre una construcció del 1826 com assenyala la porta principal d'entrada, posteriorment comerç. Planta baixa i tres pisos superiors d'estil purament racionalista amb miradors a les seves dues primeres plantes, constituïts per un mig cilindre, alternant bandes horitzontals de massissos i finestrals correguts. Presenta dues fileres verticals de finestres a les seves bandes. Façana revocada totalment llisa.